# Marian Mikołajczyk (cenzor)
Marian Mikołajczyk (ur. 13 kwietnia 1920 w Zduńskiej Woli, zm. 21 lipca 1989 w Warszawie) – cenzor, dziennikarz, urzędnik państwowy PRL.

## Życiorys
W marcu 1937 został wydalony z gimnazjum za komunistyczną agitację; ostatecznie ukończył szkołę z małą maturą. We wrześniu 1939 podczas agresji Niemiec na Polskę brał udział w obronie warszawskiej Woli, po czym wrócił do Zduńskiej Woli. 30 kwietnia 1940 został aresztowany i potem wywieziony do KL Dachau, następnie do Mauthausen-Gusen, skąd 5 maja 1945 został uwolniony przez Amerykanów i później krótko redagował gazetę byłych więźniów tego obozu Wolne Gusen. Z powodu różnic politycznych w redakcji porzucił pracę redaktora i wrócił do kraju, gdzie 11 września 1945 został członkiem PPR i następnie PZPR. Pracował jako referent w Urzędzie Propagandy i Informacji w Zduńskiej Woli i jednocześnie referent miejscowego Urzędu Kontroli Prasy oraz członek Egzekutywy Komitetu Miejskiego PPR, w 1946 przeniósł się do Łodzi, gdzie został cenzorem w tamtejszym Urzędzie Kontroli Prasy, następnie starszym cenzorem i zastępcą naczelnika, a jednocześnie pełnił funkcję instruktora propagandy Komitetu Dzielnicowego PPR w Łodzi-Śródmieściu i później instruktora szkolenia partyjnego Komitetu Łódzkiego PZPR oraz I sekretarza POP PZPR przy Wojewódzkim Urzędzie Kontroli Prasy, wchodząc też w skład komisji szkolenia partyjnego Komitetu Łódzkiego PZPR. Od 1950 pracował w centrali Głównego Urzędu Kontroli Prasy w Warszawie jako szef departamentu i zastępca dyrektora, a od sierpnia 1951 do lutego 1957 dyrektor generalny/prezes GUKPPiW. Od 1958 do 1959 był zastępcą redaktora naczelnego Zachodniej Agencji Prasowej, w 1960 został wicedyrektorem i następnie dyrektorem Biura Listów Radia i Telewizji (do 1966), w 1966 zajmował stanowisko redaktora naczelnego Nasłuchu Polskiego Radia i Telewizji, a od 1967 do 1968 rzecznika prasowego Komitetu ds. Radia i Telewizji, następnie zastępcy sekretarza programowego i p.o. sekretarza programowego tego komitetu. Został pochowany na Cmentarzu Północnym w Warszawie.